# Динабургский, Валентин Давыдович
Валенти́н Давы́дович Дина́бургский (26 июля 1922, Савинцы, Полтавская губерния — 17 февраля 2018, Брянск) — русский поэт, заслуженный работник культуры РФ, создатель парка-музея им. А. К. Толстого в Брянске, почётный гражданин города Брянска.

## Биография
Родился 26 июля 1922 года в селе Савинцы Полтавской губернии (ныне — территория Сребнянского района Черниговской области) в семье медицинского работника. С 1930 года его жизнь связана с Брянщиной (посёлок Урицкий, с 1935 — посёлок Орловские Дворики под Брянском). Свою творческую деятельность он начал в 1937 году с публикации стихотворения в газете «Брянский рабочий».
Член ВЛКСМ с мая 1941 года.

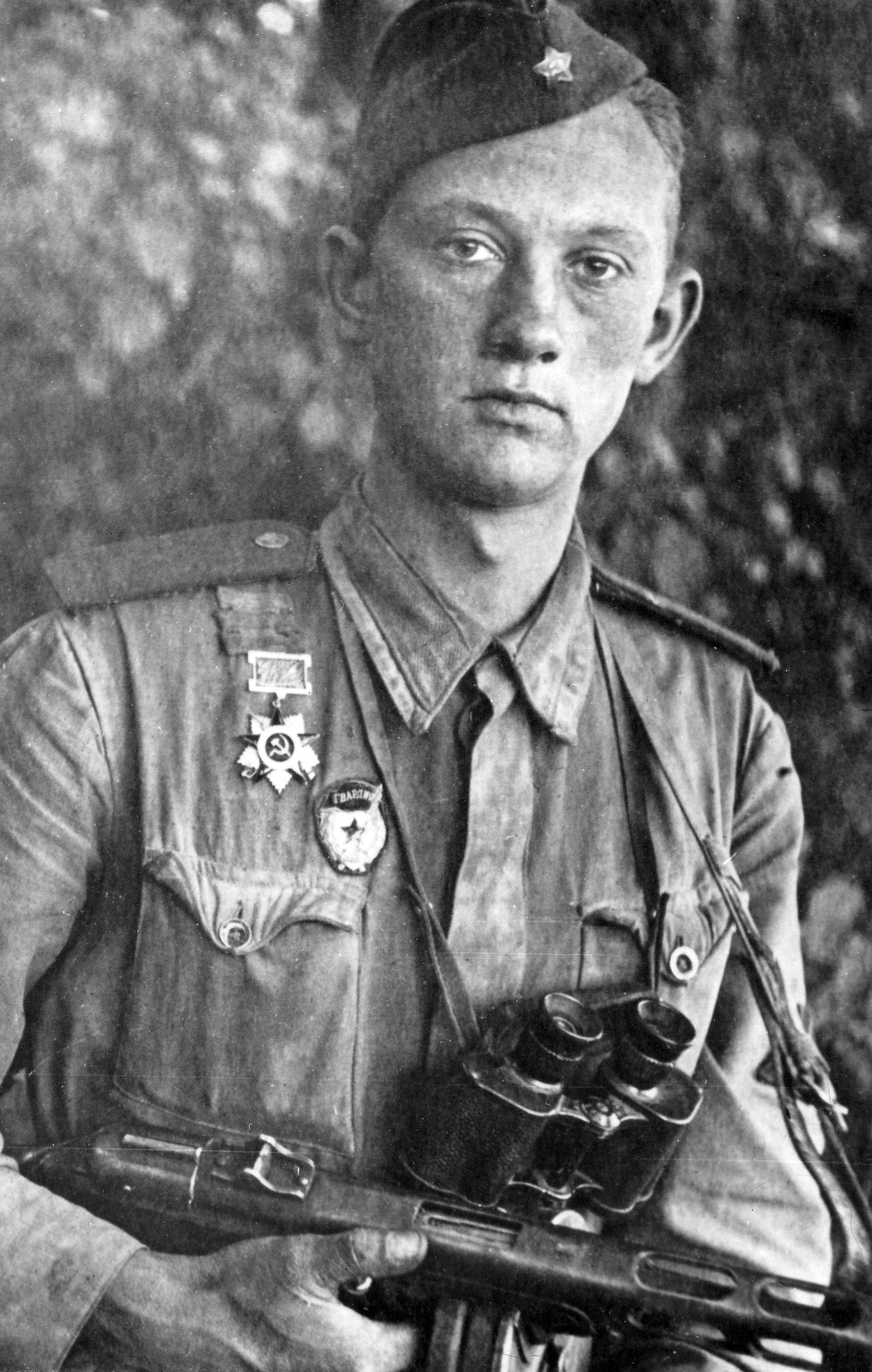
Военная фотография Динабургского

С третьего курса Карачижско-Крыловского лесохозяйственного техникума, 19 июня 1941 года был призван в ряды Красной армии и встретил войну в солдатском эшелоне, в пути к месту службы. Воевал на Северо-Западном, Сталинградском, Степном, 2-м и 4-м Украинском фронтах.
Приказом ВС 69-й армии № 13/н от 18.07.1943 года наводчик орудия 1243-го иптап 10 оиптабр 69 армии красноармеец Динабургский награждён орденом Отечественной войны 2-й степени за то, что в бою 14 июля 1943 года огнём своего орудия подбил 2 танка «Тигр» и 1 средний танк.
Всю войну прошёл, по его собственному выражению, «в высоком звании солдата»; его боевой путь — от Старой Руссы до Праги. Инвалид Великой Отечественной войны II группы по ранению.
В 1945 году окончил Харьковское артиллерийское училище, служил в Закавказском военном округе в Армении и Грузии. Демобилизовавшись в 1958 году, начал работу научным сотрудником Брянского городского парка культуры и отдыха (ныне Парк-музей имени А. К. Толстого). Вскоре был назначен директором этого парка, который с 1960 года представляет собой уникальное собрание деревянных скульптур под открытым небом.
За четверть века его работы в должности директора парк обрёл новый статус и получил широкую известность не только в СССР, но и за его пределами, был награждён 8-ю медалями ВДНХ и вошёл в монографию «Парки мира». В 1960 году в парке был установлен первый в СССР бронзовый бюст А. К. Толстого (скульптор Г. П. Пензев).
В 1971 году В. Д. Динабургский был принят в Союз писателей СССР. В 1977 году ему было присвоено звание «Заслуженный работник культуры РСФСР».
В 1985 году награждён орденом Отечественной войны 1-й степени.
Награждён медалью «За боевые заслуги».
Жизнь и творчество Валентина Давыдовича Динабургского — значительная и весомая часть жизни и культуры Брянского края второй половины XX века и начала XXI века. Произведения В. Д. Динабургского неоднократно публиковались на страницах брянских и центральных газет и журналов, издавались отдельными книгами. В его творчестве особое место занимают поэзия и проза о войне, природе, а также произведения для детей. В 2000 году Брянская областная научная универсальная библиотека имени Ф. И. Тютчева издала библиографический указатель его произведений.
В том же 2000 году за достижения в литературе В. Д. Динабургский удостоился литературной премии Брянской областной Думы и администрации Брянской области имени А. К. Толстого «Серебряная лира», в 2005 году — Всероссийской премии имени Ф.И. Тютчева «Русский путь».
На стихи В. Д. Динабургского написано около сорока песен, в том числе широко известные «Солдат не вернулся домой», «Чёрные ромашки», «Здравствуй, Брянск» и другие.
За большой вклад в развитие культуры, сохранение исторического и культурного наследия Брянской области, особые заслуги в деле сохранения и преумножения историко-культурного и природного наследия народов России В. Д. Динабургский награждён медалью «За вклад в наследие народов России».
В 2005 году Валентину Давыдовичу было присвоено звание «Почётный гражданин города Брянска».
В. Д. Динабургский за более чем полувековой творческий путь вошёл в историю культуры Брянщины и России как поэт-лирик с философским акцентом, пронесший через всю свою жизнь и творчество верность своим романтическим идеалам, ответственность перед Словом и уважение к своим читателям.
Особая заслуга бывшего фронтовика, солдата и поэта В. Д. Динабургского состоит в том, что он до самого конца своей жизни, несмотря на преклонный возраст, по силе возможностей, содействовал сохранению и дальнейшему развитию своего детища — парка-музея имени А. К. Толстого.
Умер 17 февраля 2018 года.

## Книги В. Д. Динабургского
1. Свидание. Стихи. — Брянск: Брянский Рабочий, 1962.
2. Серебряный ливень. Лирика. — Брянск: Брянский Рабочий, 1964.
3. Чёрные ромашки. Стихи. — Тула: Приок. кн. изд-во, 1969.
4. Память в прошлое летит. Стихи и поэмы. — Тула: Приок. кн. изд-во, 1973.
5. Деревья не умирают. Проза. — Тула: Приок. кн. изд-во, 1974.
6. Аккорд. Стихи. — Тула: Приок. кн. изд-во, 1979.
7. Когда умирают деревья… Стихи и проза. — Тула: Приок. кн. изд-во, 1982.
8. После полудня. Стихи, поэмы. — Тула: Приок. кн. изд-во, 1985.
9. Сказка брянского парка. — Брянск: изд. ОНМЦ, 1986.
10. В каждом дереве таится… Проза. — Брянск: изд. ОНМЦ, 1989.
11. Мир наших увлечений. — Тула: Приок. кн. изд-во, 1991.
12. В каждом дереве таится… (2-е изд.). — М.: Внешторгиздат, 1993.
13. Окаянные сны. Стихи. — Брянск: Злата, 1994.
14. Явь. Стихи. — Брянск: изд. Торг.-промышл. палаты, 1998.
15. Лунарий. Стихи. — Брянск: изд. Торг.-промышл. палаты, 2001.
16. Светла у дерева душа. — Стихи, проза. — Брянск: Амипресс, 2002. — ISBN 5-93145-016-5.
17. Флейта-иволга. Поэзия. — Брянск: Изд-во Фонда Св. Олега Брянского, 2003. — ISBN 5-901376-30-7.
18. В полях почернели ромашки. — Брянск: Кириллица, 2004. — ISBN 5-98067-012-2.
19. В полях почернели ромашки (2-е изд.). — Брянск: Кириллица, 2005.
20. Под зелёным абажуром. Книга для семейного чтения. — Брянск: Кириллица, 2006. — ISBN 5-98067-019-X.
21. Избранное. — Брянск: Белобережье, 2007. — ISBN 978-5-903201-09-9.
22. Грамм улыбки. Юмористические стихи. — Брянск: Белобережье, 2007. — ISBN 978-5-903201-15-0.
23. Двухэтажная пава. Повести, рассказы, очерки. — Брянск: Белобережье, 2008. — ISBN 978-5-903201-30-3.
24. Я иду к тебе… Лирические строки. — Брянск: Белобережье, 2009. — ISBN 978-5-903201-54-9.
25. Озарение. Христианские мотивы. — Брянск: Белобережье, 2009. — ISBN 978-5-903201-60-0.
26. Взгляд из окопа. Стихи, баллады, поэмы разных лет. — Брянск: Белобережье, 2010. — ISBN 978-5-903201-86-0.
27. Притяженье сердец. Лирика. — Брянск: Белобережье, 2010. — ISBN 978-5-903201-92-1.
28. Человек в тени деревьев. — Брянск: Белобережье, 2010. — ISBN 978-5-91877-044-3.
29. НЛО: анфас и профиль. — Брянск: Десяточка, 2011. — ISBN 978-5-903201-37-2.
30. Мгновения вечности. — Брянск: Белобережье, 2012. — ISBN 978-5-91877-088-7.